# Rzepa

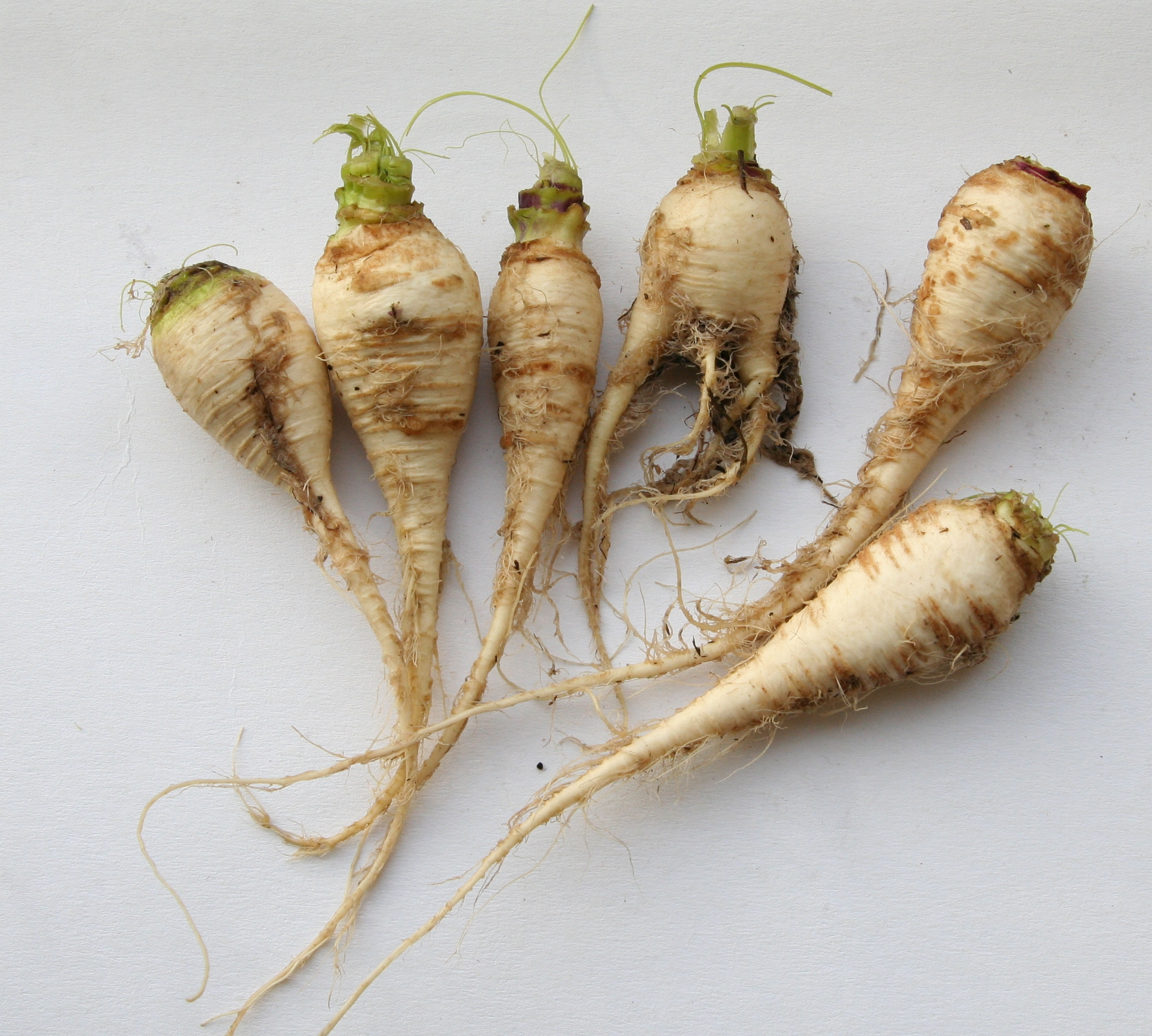
Organy spichrzowe jednej z odmian

Kapusta właściwa typowa, rzepa właściwa typowa, najczęściej jednak nazywana w skrócie rzepą (Brassica rapa subsp. rapa) – podgatunek kapusty właściwej, należący do rodziny kapustowatych (dawniej zwanej rodziną krzyżowych). Znany jest wyłącznie z uprawy, nie rośnie dziko.

## Morfologia
PokrójU roślin zasianych wczesną wiosną łodyga, kwiaty i owoce wytwarzają się w tym samym roku (roślina jednoroczna). Zwykle jednak rzepa uprawiana jest jako poplon ścierniskowy. Wówczas pęd kwiatowy wytwarza się dopiero w drugim roku (roślina dwuletnia).
KorzeńZgrubiały, o ostrym smaku, bardzo podobnym do smaku rzodkiewki. W dolnej części zwykle jasny, w górnej czerwony, ciemnoczerwony lub prawie czarny (u różnych odmian uprawnych).
ŁodygaWzniesiona, wyprostowana, rozgałęziająca się. Ma wysokość 60–120 cm.
LiścieDolne lirowatego kształtu i owłosione, zielonego koloru, górne jajowate, ząbkowane, sine. Najwyższe liście całobrzegie. Swoją nasadą obejmują łodygę.
KwiatyDrobne, złocistożółtego koloru o płatkach długości 6–12 mm. Kwiaty przewyższają skupione na szczycie pędu pączki. Kwiaty słabo przedsłupne, samopylne.
OwocŁuszczyna.

## Historia uprawy
Dokładne miejsce pierwotnego występowania rzepy nie jest znane. Przypuszcza się, że warzywo to może pochodzić z Afganistanu, Pakistanu lub z rejonu Morza Śródziemnego. Rzepa była uprawiana w starożytnej Grecji i w Cesarstwie rzymskim. Znaleziska pochodzące z roku ok. 1500 p.n.e. z Indii świadczą o pozyskiwaniu oleju z nasion rosnącej dziko rzepy. Znaleziska neolityczne poświadczają występowanie rzepy w chłodnym klimacie. Tę samą odmianę uprawiają współcześni rolnicy.

## Zastosowanie
- Roślina uprawna: Rzepa uprawiana jest jako warzywo o jadalnej bulwie, popularne w strefie klimatu umiarkowanego na całym świecie. Odmiany o bulwach mniejszych, lecz delikatniejszych w smaku uprawiane są jako żywność dla ludzi, natomiast większe, lecz o mniejszych walorach smakowych uprawia się na paszę dla zwierząt hodowlanych. Rzepa jest często uprawiana w Europie, zwłaszcza w jej chłodniejszych rejonach. Dobrze aklimatyzuje się nawet w chłodniejszym klimacie, a jej bulwy mogą być przechowywane przez kilka miesięcy od ich zebrania.
- Roślina pastewna uprawiana w międzyplonie ścierniskowym. Cenne są liście, które zawierają więcej suchej masy i białka niż korzenie.
- Roślina kosmetyczna – wywar z liści służy jako odżywka do przetłuszczających się włosów z łupieżem[4] (wzmacnia włosy, zapobiega wypadaniu), ugotowana i przetarta bulwa służy jako maseczka do twarzy przeciw trądzikowi i wypryskom.

## Wartości odżywcze
| Ilość aminokwasów w 100 g | Ilość aminokwasów w 100 g |
| Nazwa                     | Ilość w mg                |
| ------------------------- | ------------------------- |
| Izoleucyna                | 51                        |
| Leucyna                   | 84                        |
| Lizyna                    | 41                        |
| Metionina                 | 24                        |
| Cystyna                   | 41                        |
| Fenyloalanina             | 43                        |
| Tyrozyna                  | 30                        |
| Treonina                  | 60                        |
| Tryptofan                 | 24                        |
| Walina                    | 52                        |
| Arginina                  | 34                        |
| Histydyna                 | 17                        |
| Alanina                   | 97                        |
| Kwas asparaginowy         | 118                       |
| Kwas glutaminowy          | 191                       |
| Glicyna                   | 54                        |
| Prolina                   | 71                        |
| Seryna                    | 67                        |

## Uprawa
Wymaga gleb piaszczysto-gliniastych lub gliniasto-piaszczystych, najlepiej żyznych i niezakwaszonych. Roślina nie lubi podłoża suchego i dlatego podczas jej wzrostu w okresach bez opadów należy ją podlewać. Uprawiana jest z nasion wysiewanych bezpośrednio do gruntu w okresie kwietnia–sierpnia.